# 周新源
周新源（1962年12月—），广东兴宁人。汉族。加入中国共产党。中国石油大学地质资源与地质工程专业毕业。
曾任中国石油天然气集团公司塔里木油田分公司总经理、党工委副书记、塔里木石油勘探开发指挥部指挥。2014年3月，任中国石油天然气集团公司全面深化改革领导小组成员兼领导小组办公室主任。
2013年，当选第十二届全国人民代表大会新疆地区代表。因涉嫌严重违法违纪，2015年7月24日，新疆维吾尔自治区第十二届人大常委会第十七次会议决定接受其辞去第十二届全国人民代表大会代表职务。